# جنوآ
جنوآ (به ایتالیایی: Genova) شهری بندری در کرانه شمالی مدیترانه و شمال غربی ایتالیا در نزدیکی مرز فرانسه است.

## تاریخچه
واژه «جنوا» برگرفته شده از واژه لاتین یانوا (ianua) به معنای دروازه یا واژه جنو (Genu) به معنای زانو است.
به نظر می‌رسد که جنوا در قرون باستانی، روستایی در تپه سارزانو مشرف به بندرگاه طبیعی در ساحل دریای مدیترانه بوده که از طریق دادوستد و ارتباط با تمدن یونان باستان و تمدن اتروسک، موفق به پیشرفت‌های اقتصادی شده‌است.
تاریخ تأسیس جنوا به عنوان یک بندر، به قرن چهارم پیش از میلاد بازمی‌گردد. این شهر رومی، خیلی زود به عنوان یک محل تقاطع راه‌های اصلی، یک بندر نظامی و یک بازار برای اهالی لیگوریا با رشد خیلی سریعی مواجه شد. بعد از سقوط امپراتوری روم، این شهر به تصرف اوستروگوت‌ها و لمباردها درآمد و برای مدت نسبتاً طولانی به عنوان یک بندر ماهیگیری و کشاورزی با حجم کمی از مبادلات تجاری از رشد و توسعه بازماند. این شهر بعدها توسط فرانسوی‌ها، مسلمانان و در نهایت میلانی‌ها تصرف گردید. رشد جمعیتی و رشد اقتصادی اروپا در قرن دهم میلادی، فرصتی را فراهم کرد تا اهالی جنوا در نبرد با سربازان خلافت فاطمیان فایق شوند.
در قرن یازدهم و دوازدهم میلادی، جنوا نقش مهمی در رهبری انقلاب اقتصادی اروپا ایفا کرد. این شهر به جمعیتی بالغ بر یکصد هزار تن رسیده بود و به عنوان یک مرکز اقتصادی، تنها با شهر ونیز قابل قیاس بود. نیروی دریایی جنوا، با نیروی دریایی بسیاری از حکومت‌های پادشاهی آن دوران برابری می‌کرد.
جنوا در قرن یازدهم میلادی نواحی لیگوریا، کورسیکا و شمال ساردینیا را تحت کنترل خود درآورد و سبب پایه‌گذاری جوامع اقتصادی خودمختار در اطراف دریای مدیترانه شد. بیشتر این موفقیت‌ها در اثر مشارکت نیروی نظامی جنوا در جنگهای صلیبی، بخشی در اثر مبارزات نظامی مستقل با حکام اسپانیایی و آفریقایی و بخشی نیز با استفاده از نفوذ صلح‌آمیز و دیپلماسی حاصل شد. مجموعه این اقدامات منجر به پایه‌گذاری یک حکومت با نام جمهوری جنوا در سال ۱۰۰۵ میلادی شد. این حکومت تا سال ۱۷۹۷ میلادی پابرجا بود و نهایتاً با حمله ناپلئون بناپارت منقرض شد. جنوا و سرزمین‌های تابعه آن، بعد از این واقعه تحت عنوان جمهوری لیگورین به عنوان یک ایالت خودمختار، ضمیمه خاک فرانسه شد.
جنوا در سال ۱۸۱۴ میلادی در پی انقلاب مردمی، از زیر نفوذ فرانسه خارج شد. با این حال در اداره امپراتوری ساردینیا، جایی برای مشارکت جنوا در نظر گرفته نشد. بعد از این که امپراتوری ساردینیا در جنگ اول استقلال ایتالیا، از اتریش شکست خورد، ترس مردم جنوا از محدود شدن آزادی شان در اثر حکمفرمایی اتریشی‌ها، آن‌ها را به سمت ایده یگانگی ایتالیا یکپارچه سوق داد. در سال ۱۸۶۰، ژنرال جوزپه گاریبالدی با نیروهای داوطلب راهی سرزمین‌های جنوبی ایتالیا شد.
در قرن نوزدهم و اوایل قرن بیستم، جنوا مجدداً به عنوان یک بندر مهم و یک مرکز کشتی‌سازی مطرح شد.
این شهر در خلال جنگ جهانی دوم آسیب‌های زیادی را متحمل شد و بارها توسط انگلیس مورد بمباران هوایی و دریایی قرار گرفت.
در سال‌های پس از جنگ، شهر جنوا در کنار شهرهای میلان و تورین به عنوان یکی از اضلاع مثلث اقتصادی شمال ایتالیا، توانست در رشد اقتصادی شتابان این کشور، نقش مهمی داشته باشد. جنوا در سال ۲۰۰۱ میزبان اجلاس سران گروه هشت بود و در سال ۲۰۰۴ به عنوان پایتخت فرهنگی اروپا برگزیده شد.

## جغرافیا

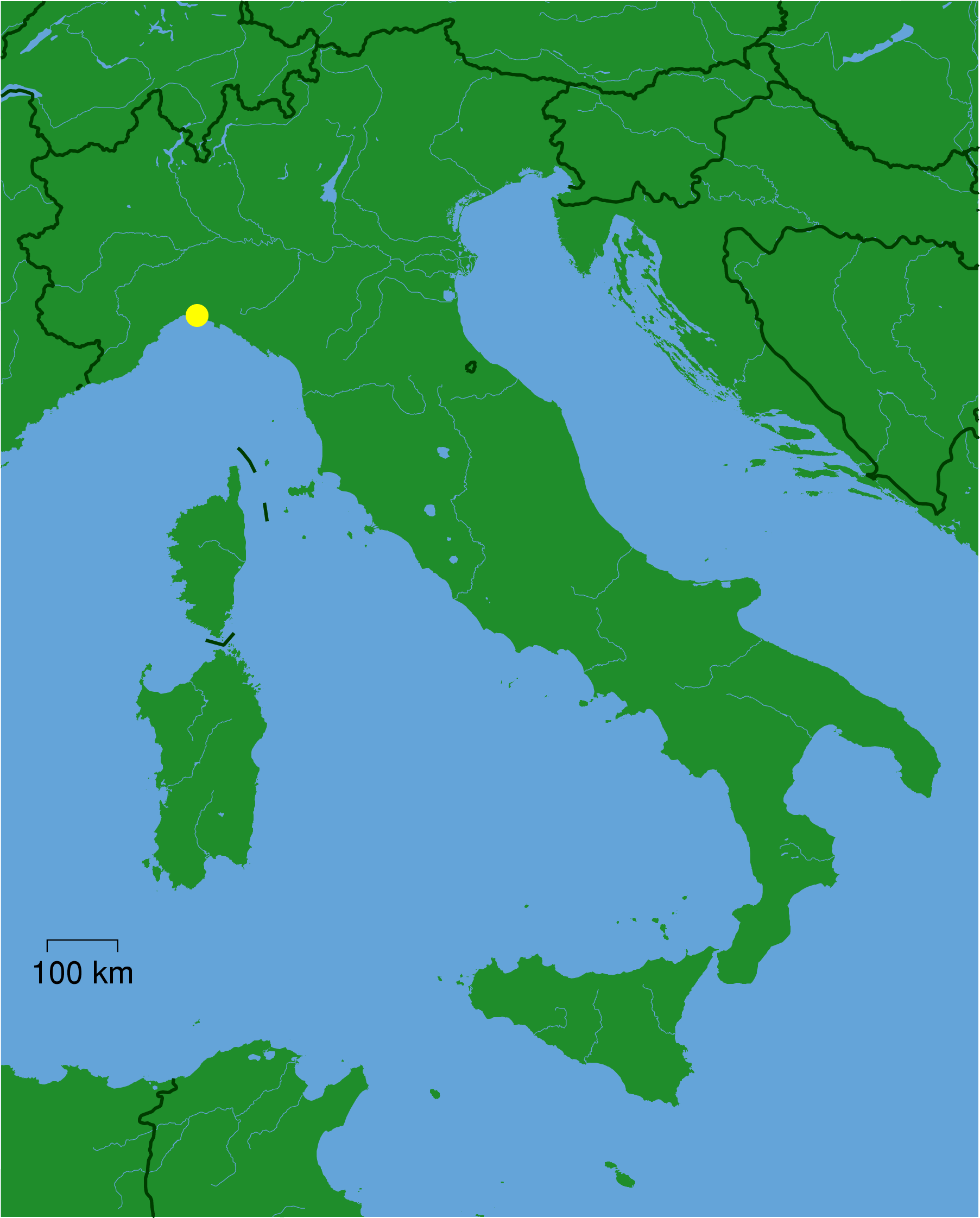
محل جنوا

جنوا مرکز استان جنوا در شمال غرب ایتالیا در ناحیه لیگوریا و بندری کنار خلیج جنوا در قسمتی از دریای لیگوریا است و جمعیت آن در حدود ۶۱۰٬۰۰۰ نفر است.
شهر کنار یک لنگرگاه طبیعی و در پای گذرگاهی در غرب رشته کوه‌های آپنینه واقع شده.
مردم جنوا عمدتاً به گویش جنوایی صحبت می‌کنند.
در این شهر اماکن گردشگری زیادی وجود دارد.
امکانات این بندر که در جنگ جهانی دوم خسارات بسیاری دید، توسعه یافته و مدرن شده‌است. کشتی‌سازی صنعت اصلی جنوا است. محصولات آهنی و فولادی، قطعات موتور و اتومبیل، وسایل منجمدسازی، جنگ‌افزار، شیمیایی، صابون و پردازش محصولات کشاورزی از دیگر صنایع مهم این شهر است.
صنایع و مناطق مسکونی در شرق و غرب روی تپه‌ها به موازات ساحل و پشت بندر قدیمی توسعه پیدا کرده‌اند. در میان شهر کلیسای سبک گوتیک رومی سن دوناتو (San Donato) متعلق به قرون ۱۲ و ۱۳ قرار دارد و جلوی لنگرگاه ساختمان پلازو سن جورجو (Palazzo San Giorgio) قرار دارد که در قرن ۱۴ ساخته شده‌است.

## آثار تاریخی
قبرستان استالینو (Staglieno) که بین سال‌های ۱۸۴۴ تا ۱۸۵۱ در سرازیری یک تپه ساخته شده‌است و شامل گردشگاه‌ها، مجسمه‌ها، باغ‌ها و معابد پروتستان‌ها می‌باشد.

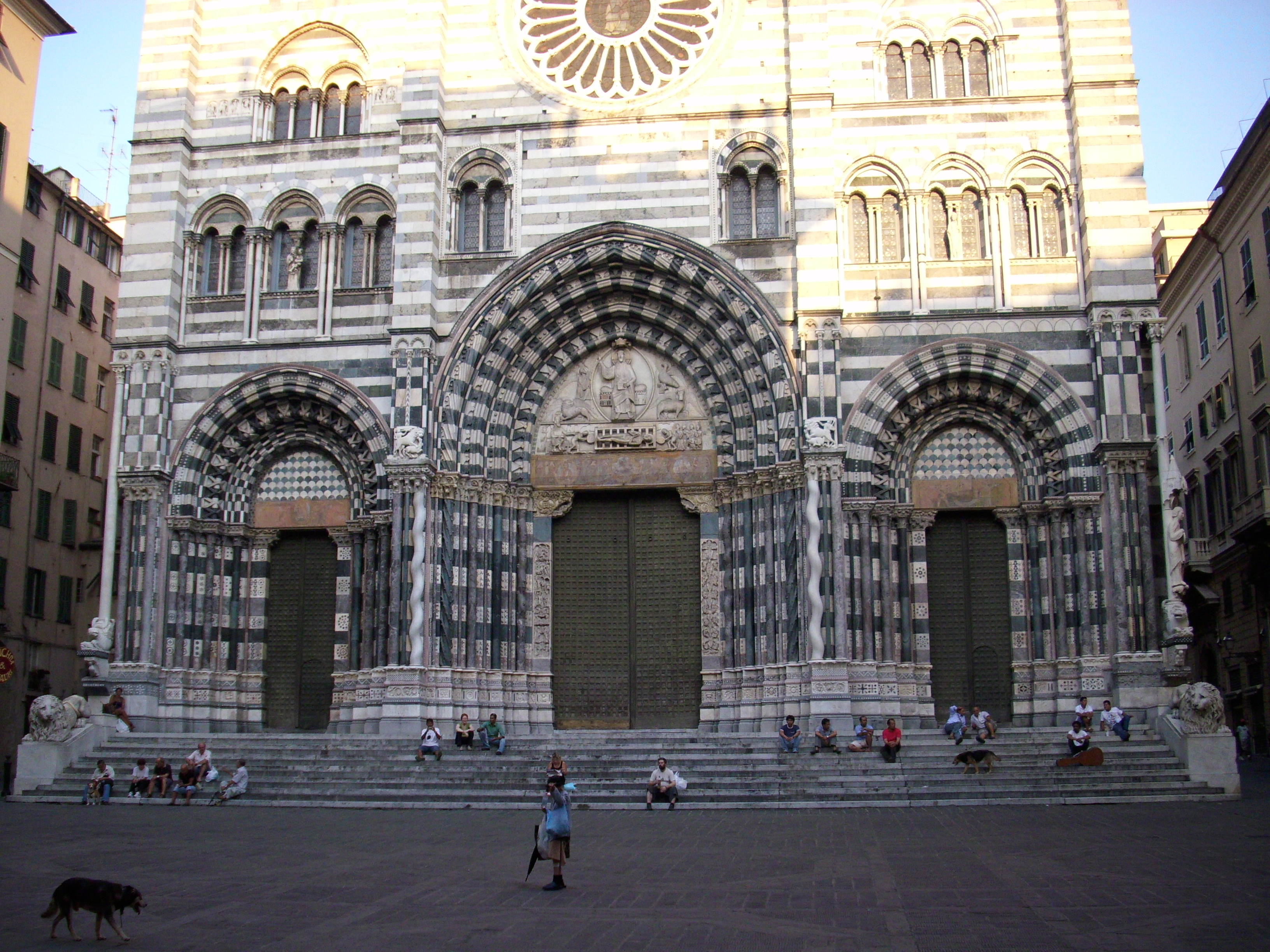
کلیسای جامع سن لورنتزو

کلیسای جامع سن لورنتزو (San Lorenzo) شامل گنجینه‌های هنری فراوانی است.
در شمال غربی نزدیک ایستگاه ماریتتیما (Marittima) که لنگرگاه کشتی‌های مسافری است، کلیسای قرن ۱۳ آنونتزیاتا (Annunziata) واقع شده که به لحاظ کارهای هنری خوبش مشهور است.
محل تولد کریستف کلمب (Christopher Columbus) نیز به عنوان مکانی تاریخی شناخته می‌شود.
شهر جنوا همچنین جایگاه دانشگاه جنوا (۱۴۷۱) می‌باشد.
دانشگاه جنوا یکی از قدیمی‌ترین و معتبرترین دانشگاه‌ها می‌باشد که جز ۵ درصد اول در میان معتبرترین موسسات آموزشی دنیا قرار دارد. بر اساس آخرین ارزیابی سیستم‌های رتبه‌بندی جهانی در سال ۲۰۲۱، این دانشگاه در جایگاه‌های زیر قرار دارد:
- بر اساس سیستم رتبه‌بندی تایمز (TIMES): 401-500
- بر اساس سیستم رتبه‌بندی QS: 651-700
- بر اساس سیستم رتبه‌بندی CWUR: 269 بر اساس ارزیابی TIMES از نظر سیستم آموزشی در اروپا (European teaching rankings) دانشگاه جنوا در جایگاه ۱۲۶–۱۵۰ قرار دارد. همچنین دانشگاه جنوا که یکی از معتبرترین دانشگاه‌های ایتالیا است، هرگز از نظر رتبه‌های ملی از ۲۰ دانشگاه برتر ایتالیا خارج نمی‌شود. بر اساس ارزیابی سیستم رتبه‌بندی TIMESدر سال ۲۰۲۱ این دانشگاه در جایگاه ۱۱ می‌باشد.

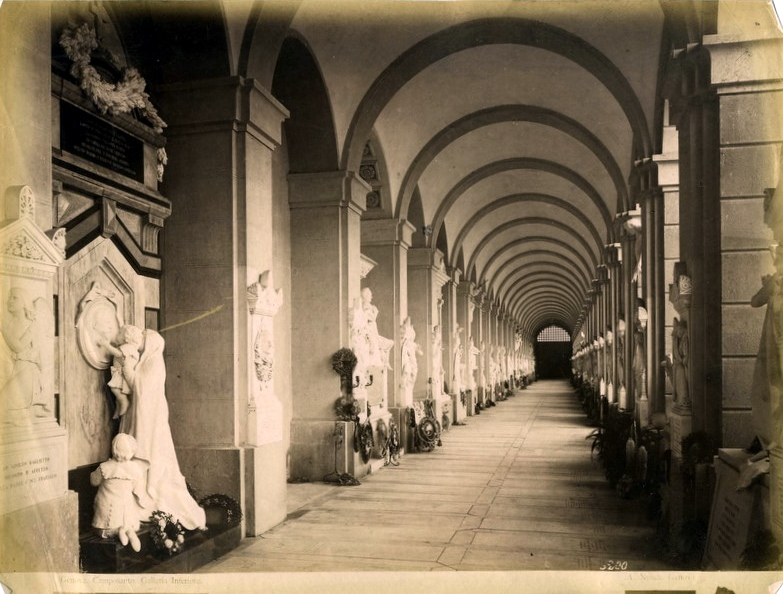

## ورزش
باشگاه‌های فوتبال جنوا و سمپدوریا مهم‌ترین تیم‌های ورزشی این ناحیه هستند.

## مترو
متروی جنوا در سال ۱۹۹۰ تأسیس شده و هم‌اکنون دارای ۱ خط و ۸ ایستگاه می‌باشد.